# Theodor Mommsen
Christian Matthias Theodor Mommsen (Garding, 30 de noviembre de 1817-Charlottenburg, 1 de noviembre de 1903) fue un jurista, filólogo e historiador alemán. Recibió el Premio Nobel de Literatura en 1902 por ser «el mayor maestro vivo del arte de la escritura histórica, con especial referencia a su monumental obra Historia de Roma», tras haber sido propuesto por 18 miembros de la Academia Prusiana de Ciencias.
Está considerado uno de los más grandes clasicistas del siglo XIX. Su obra sobre la historia romana sigue teniendo una importancia fundamental para la investigación contemporánea.  También fue un destacado político alemán, como miembro de los parlamentos prusiano y alemán. Sus obras sobre Derecho romano y Derecho de obligaciones tuvieron una importante repercusión en el Código civil alemán.

## Datos biográficos
Nació en el seno de una humilde familia de Garding, una pequeña localidad de la región de Schleswig-Holstein que por entonces pertenecía a la Corona de Dinamarca. Su padre, pastor protestante, le introdujo en la cultura y lenguas clásicas, formación que consolidó en el gymnasium o Instituto de Altona (1834-1838).
| Cuando el hombre ya no encuentre placer en su trabajo y trabaje solo para alcanzar sus placeres lo antes posible, entonces solo será casualidad que no se convierta en delincuente. —Theodor Mommsen |

Su vocación y su carrera se orientaron decisivamente en 1838, cuando se matriculó en la Facultad de Derecho en la Universidad de Kiel, donde se doctoró en Derecho (1843).
Con la financiación de la Academia de Berlín consiguió poner en marcha (1854) un gigantesco proyecto para editar todas las inscripciones latinas del Imperio romano (Corpus Inscriptionum Latinarum). En el año de su muerte se habían publicado más de 120 000 epígrafes.
Desarrolló una larga carrera como profesor universitario, ocupando sucesivamente puestos docentes, catedrático de derecho romano de la Universidad de Leipzig en 1848 (aunque perdió la cátedra por sus actividades políticas, al apoyar a los monárquicos frente a los republicanos, posteriormente se enfrentó con los primeros al protestar por sus violentas represalias), recibió la cátedra de derecho romano de la Universidad de Zúrich en 1852, fue profesor de filosofía en la Universidad de Breslavia en 1854 y catedrático de historia antigua en la Universidad de Berlín en 1858.
En 1873 fue nombrado secretario vitalicio de la Academia de Ciencias de Berlín, de la que era miembro desde 1858.
Diputado en el Reichstag desde 1881 y adversario de Otto von Bismarck.

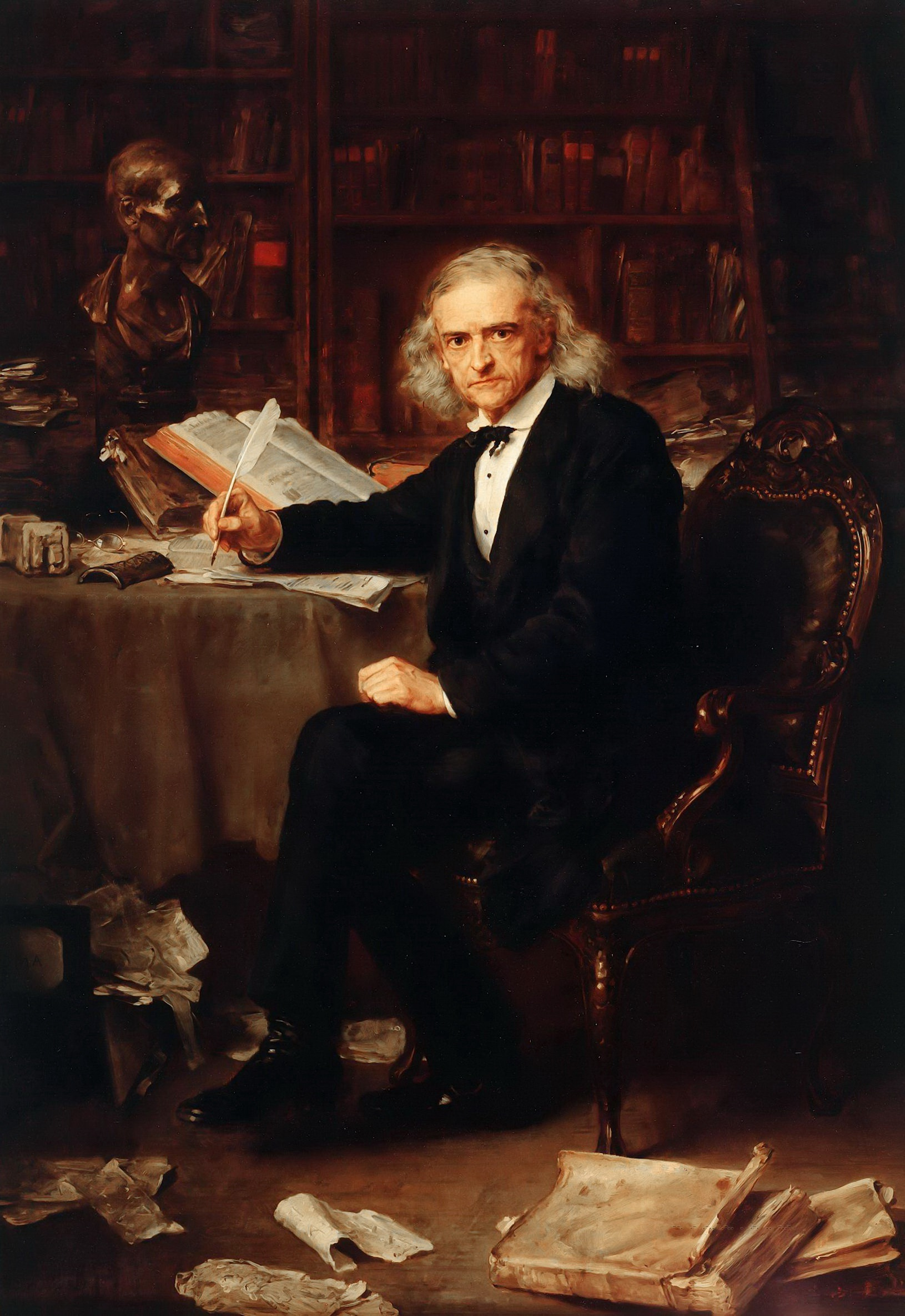
Theodor Mommsen en un retrato de Ludwig Knaus (1881)

Es considerado y reconocido como maestro y se dedicó en esta etapa de su vida (1858) casi únicamente a la investigación y la ciencia. Pero llegó el año de 1870. Alemania, después de las guerras napoleónicas, había sufrido una serie de conflictos bélicos: Guerra de los Ducados, guerra con Austria y, al fin, la franco-prusiana, último paso para su unidad. Estos acontecimientos despertaron en Mommsen el ardor de su juventud; era enemigo furibundo de Francia y quería conservar a todo trance la exaltación antifrancesa en su pueblo. Se opone después a Otto von Bismarck atacando su política en una circular electoral, y por esos motivos termina en los tribunales, se lo condena a unos meses de prisión, pero se le concede el indulto rápidamente. No fue esto debido a la generosidad del canciller, si no una prueba del puesto eminente que correspondía ya a Mommsen. Consagrado ya, reconocido como maestro en toda Europa, el escándalo de su encarcelamiento hubiera sido demasiado grande por tan pequeño motivo.
En estos tiempos había sido diputado en el Reichstag con el partido nacional-liberal, y de 1873 a 1882 con los liberales. Fueron estas sus últimas intervenciones. Apagado el ardor que en él había hecho resurgir la proclamación del imperio, se consagró definitivamente a la ciencia.
Sus obras, muy numerosas, estudian principalmente todo lo referente a la antigüedad romana: derecho, historia, filología, epigrafía, numismática, llevando elementos nuevos a todas las ciencias.
En 1852, siendo profesor de la Universidad de Zúrich, publicó también las Inscriptiones helveticae latinae.
Pero el escritor, el historiador y el pensador surgen de una vez y para siempre en la Historia de Roma. Su aparición fue acogida con gran admiración en Alemania, y a continuación en todo el mundo.
Resumiendo, podemos decir que Mommsen es aún hoy admirado por su maravillosa actividad, su profundidad y altura de miras, la exactitud de su punto de vista científico y la universalidad de sus conocimientos. En 1902 recibió el premio Nobel de literatura.
El 1 de noviembre de 1903 moría Teodoro Mommsen en su casa de Marchstrasse (Charlottenburg, Berlín). Intelectuales y hombres de Estado de Europa entera expresaron su pesar por la muerte del más grande de los investigadores de la Roma antigua, del genial coordinador de decisivos proyectos científicos, del infatigable estudioso de la Antigüedad, del político comprometido con la vida pública de su tiempo.
Era el abuelo de los conocidos historiadores Hans Mommsen y Wolfgang Mommsen.
Sus investigaciones científicas establecieron las bases de la dialectología de la Italia prerromana.

## Obra literaria
La imponente obra de Mommsen (más de 1500 títulos) es una excepcional contribución al desarrollo de la historia antigua que le valió el Premio Nobel de Literatura en 1902. Sus trabajos jurídicos, filológicos, epigráficos y numismáticos son referentes fundamentales para los especialistas.
Sus principales obras son:
- Historia de Roma (1854-56), compuesta por cinco volúmenes y considerada por muchos su obra cumbre.
- Derecho constitucional romano (1871-83).
- Las provincias romanas (1884).
- Derecho penal romano (Römisches Strafrecht, 1899), hay traducción al español de Pedro Dorado Montero.

## Mommsen como político
Mommsen fue delegado en la Cámara de Representantes de Prusia de 1863 a 1866 y de nuevo de 1873 a 1879, y delegado en el Reichstag de 1881 a 1884, primero por el liberal Partido del Progreso Alemán (Deutsche Fortschrittspartei), más tarde por el Partido Nacional Liberal, y finalmente por la Secesionistas. Se preocupó mucho por cuestiones de política académica y educativa y ocupó cargos nacionales. Aunque había apoyado la Unificación alemana, estaba decepcionado con la política del Imperio alemán y era bastante pesimista sobre su futuro. Mommsen discrepó fuertemente con Otto von Bismarck sobre política social en 1881, aconsejando la colaboración entre liberales y socialdemócratas y utilizando un lenguaje tan duro que evitó por poco ser procesado.
Como nacionalista liberal, Mommsen era partidario de la asimilación de las minorías étnicas en la sociedad alemana, no de su exclusión. En 1879, su colega Heinrich von Treitschke inició una campaña política contra los judíos (la llamada Berliner Antisemitismusstreit). Mommsen se opuso firmemente al antisemitismo y escribió un duro panfleto en el que denunciaba las opiniones de von Treitschke. Mommsen veía una solución al antisemitismo en la asimilación cultural voluntaria, sugiriendo que los judíos podrían seguir el ejemplo de los habitantes de Schleswig-Holstein, Hanover y otros estados alemanes, que renunciaron a algunas de sus costumbres especiales al integrarse en Prusia.
Mommsen fue un vehemente portavoz del nacionalismo alemán, manteniendo una actitud militante hacia los naciones eslavas, hasta el punto de abogar por el uso de la violencia contra ellos.En una carta de 1897 al Neue Freie Presse de Viena, Mommsen llamó a los checos "apóstoles de la barbarie" y escribió que "el cráneo checo es impermeable a la razón, pero es susceptible a los golpes".

## Mommsen como editor y organizador
Mientras era secretario de la Clase Histórico-Filológica de la Academia de Berlín (1874-1895). Mommsen organizó innumerables proyectos científicos, en su mayoría ediciones de fuentes originales.

### Corpus Inscriptionum Latinarum
Al comienzo de su carrera, cuando publicó las Inscripciones del Reino Napolitano (1852), Mommsen ya tenía en mente una colección de todas las inscripciones latinas antiguas conocidas. Recibió impulso y formación adicional de Bartolomeo Borghesi de San Marino. El Corpus Inscriptionum Latinarum completo constaría de diecisiete volúmenes, el último de los cuales se publicó en 1986. Quince de estos volúmenes se publicaron aún en vida de Mommsen y él mismo escribió cinco de ellos. El principio básico de la edición (a diferencia de las colecciones anteriores) era el método de autopsia, según el cual todas las copias (es decir, las transcripciones modernas) de las inscripciones debían comprobarse y compararse con el original.

### Otras ediciones y proyectos de investigación
Mommsen publicó las colecciones fundamentales del derecho romano: el Corpus Iuris Civilis y el Codex Theodosianus. Además, desempeñó un papel importante en la publicación de los Monumenta Germaniae Historica, la edición de los textos de los Padres de la Iglesia, la investigación del limes romanus (fronteras romanas) y muchos otros proyectos.

## Honores, monumentos, calles y edificios

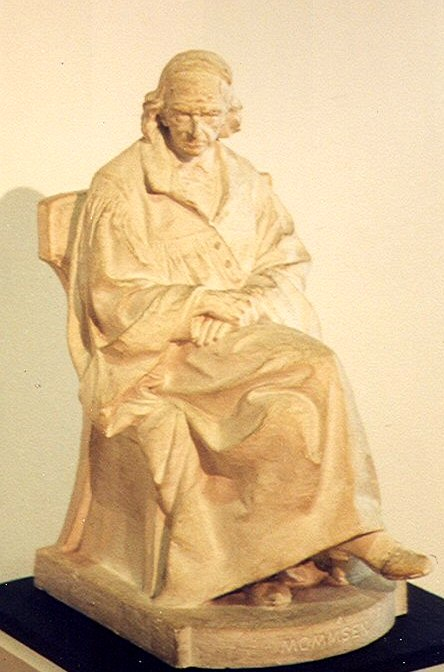
El escultor Fritz Schaper realizó en 1905 un boceto de modelo
para el monumento berlinés a Mommsen.

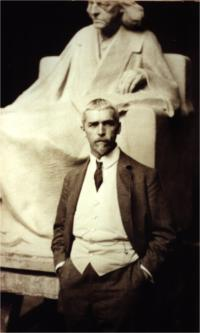
El escultor Adolf Brütt ante su monumento a Theodor Mommsen, en la Escuela de Escultura de Weimar (1908).

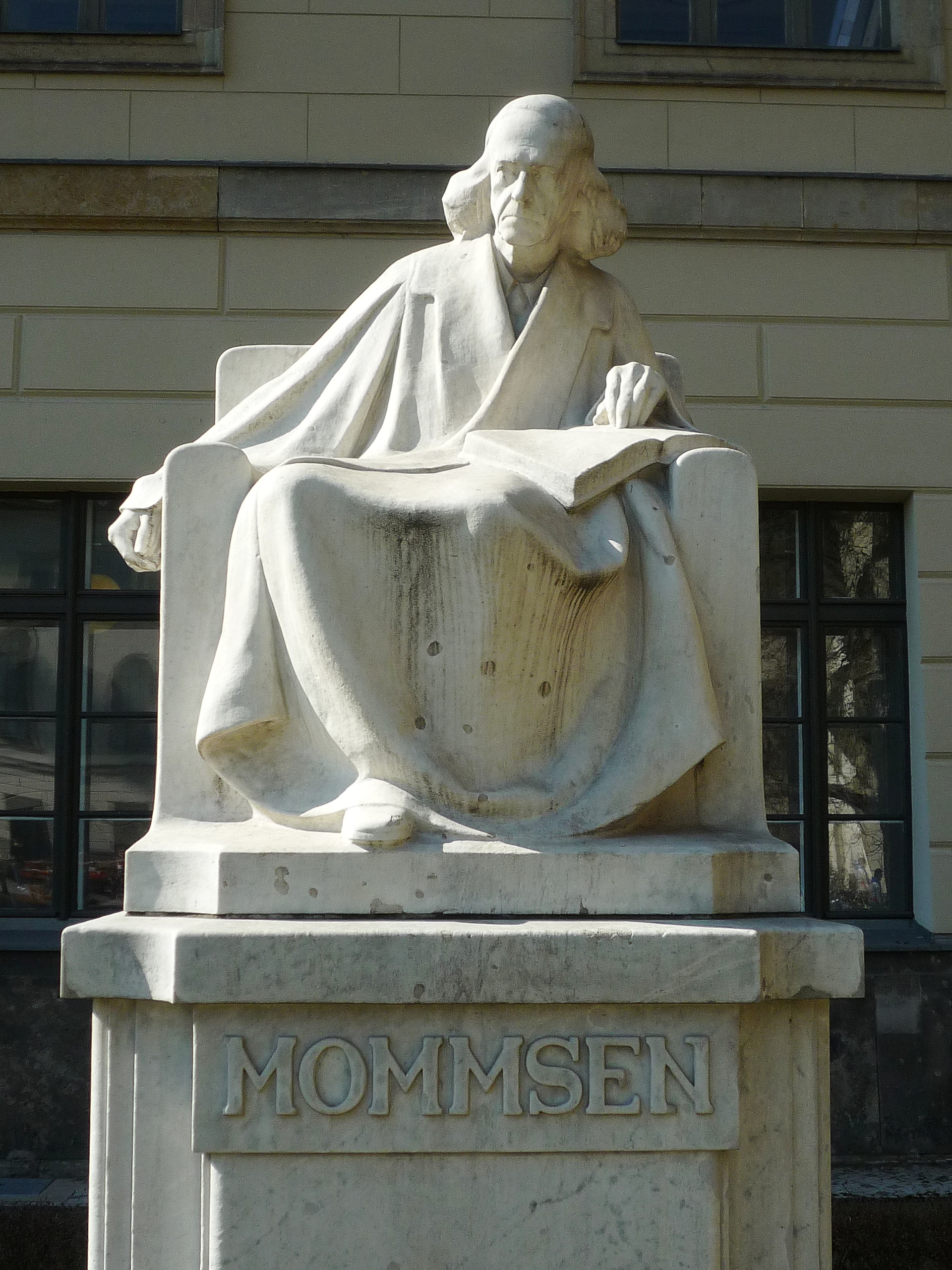
Monumento al premio Nobel Mommsen frente a la Universidad Humboldt, por Adolf Brütt (1909).

En 1987, se estableció un monumento conmemorativo de su vida y obra en la ciudad natal de Mommsen, Garding, el Memorial Theodor Mommsen Memorial junto a su casa natal, donde se ha colocado una placa desde 1903.
Desde los primeros días del memorial, se produjeron fotografías de Mommsen en grandes cantidades y el historiador, que había reconocido claramente la importancia de la presencia en los medios para su reputación como erudito y escritor, supervisó cuidadosamente su publicación.Una lista de las numerosas fotografías y xilografías de Mommsen es proporcionada por Hans Markus von Kaenel.
Numerosos artistas conocidos crearon dibujos , grabados y litografías con el retrato de Mommsen , entre ellos Heinrich Böse (1897–1982), Walter Gramatté (1897–1929), Carl Friedrich Irminger (1813–1863), Louis Jacoby (1828–1918). , Meinhard Jacoby (1873–1956), Károly Józsa (1876–1929), Moritz Klinkicht (1849–1932), Arthur Krampf (1864–1950), Wilhelm Krauskopf (1847–1921), Rudolf Lehmann (1819–1905), Ernesto Mancatroppa (1857–1909), Adolph von Menzel (1815–1905), Hans Olde ( 1855–1917), William Blake Richmond ( 1842–1921), Gustav Richter (1823–1884), Fritz Schulze (1838–1914), Hans Seydel (1866–1916), Fritz Werner (1827–1908).
Mommsen publicó más de 1.500 obras y estableció un nuevo marco para el estudio sistemático de la historia de Romana. Fue pionero de la epigrafía, el estudio de las inscripciones en objetos materiales. Aunque la inacabada Historia de Roma, escrita al principio de su carrera, ha sido considerada durante mucho tiempo como su obra principal, el trabajo más relevante hoy en día es, quizás, el Corpus Inscriptionum Latinarum, una colección de inscripciones romanas que aportó a la Academia de Berlín. 

## Obras
- Mommsen, Theodor. Roma, desde los primeros tiempos hasta el 44 a. C. (1906) en línea
- Mommsen, Theodor. Historia de Roma: Tomo 1 (1894) edición en línea
- Mommsen, Theodor. Historia de Roma: Tomo 2 (1871) edición en línea
- Mommsen, Theodor. Historia de Roma: Tomo 3 (1891) edición en línea
- Mommsen, Theodor. Historia de Roma: Tomo 4 (1908) edición en línea
- Mommsen, Theodor: Römische Geschichte. 8 volúmenes. dtv, München 2001. ISBN 3-423-59055-6
- Las provincias del Imperio romano desde César hasta Diocleciano (1885), publicado como volumen 5 de su Historia de Roma], es una descripción de todas las regiones romanas durante el período imperial temprano.
- Cronología romana hasta la época de César (1858), escrito con su hermano August Mommsen.
- Derecho constitucional romano (1871-1888). Este tratamiento sistemático del Derecho constitucional romano en tres volúmenes ha sido de importancia para la investigación de la historia antigua.
- Derecho penal romano (1899)
- Corpus Inscriptionum Latinarum, redactor jefe y editor (1861, y ss.)
- Digesta'] (de Justiniano), editor (1866-1870, dos volúmenes)
- Iordanis Romana et Getica (1882) fue la edición crítica de Mommsen de Jordanes El origen y las hazañas de los godos y posteriormente ha pasado a ser conocida simplemente como Getica.
- Codex Theodosianus, editor (1905, póstumo)
- Monumentum Ancyranum
- Más de 1.500 estudios y tratados sobre temas concretos.

Zangemeister en Mommsen als Schriftsteller (1887; continuado por Jacobs, 1905) ofrece una bibliografía de más de 1000 de sus obras.